# Роги Амона

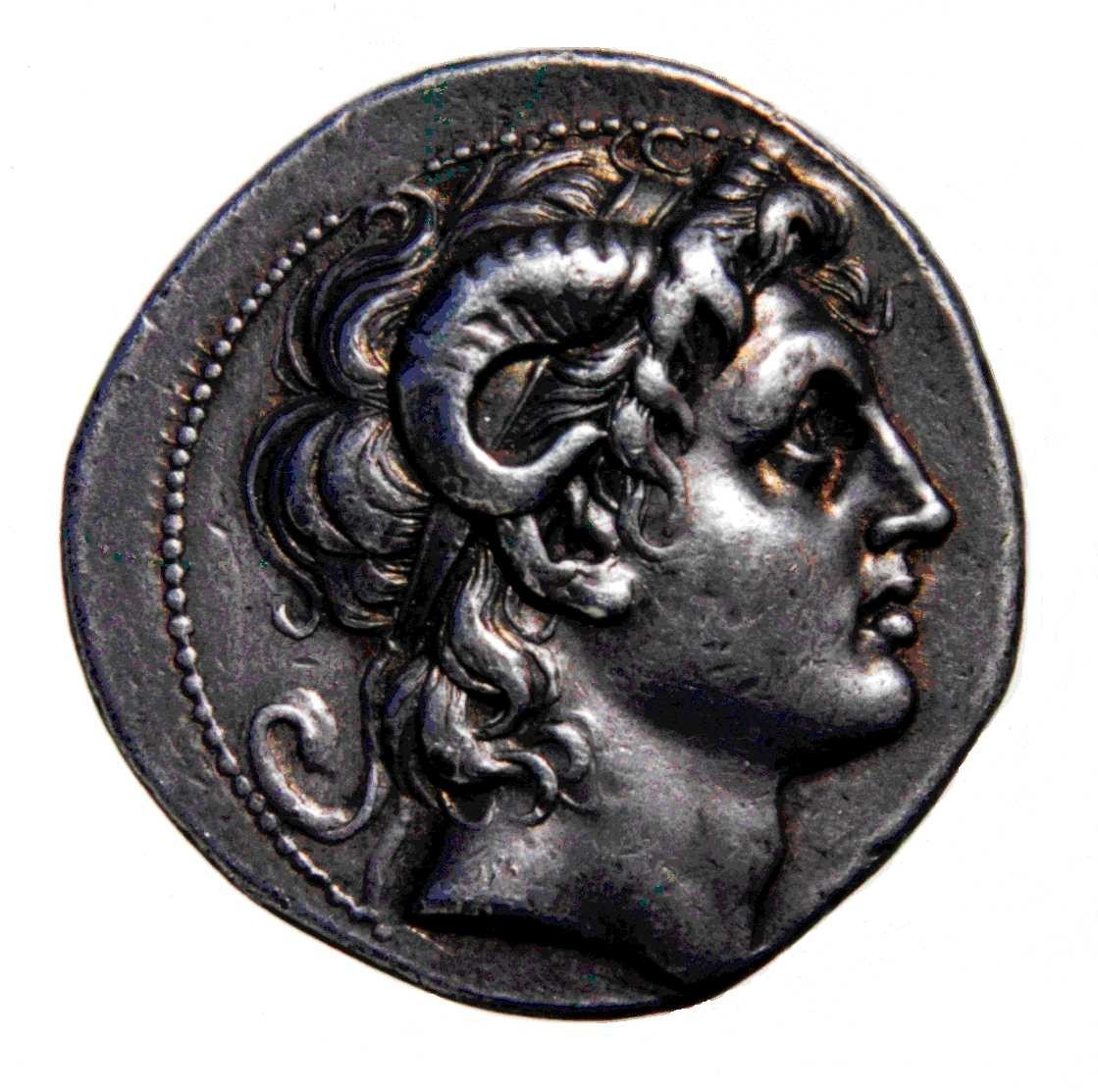
Монета із зображенням Александра Македонського, завойовника Єгипту, з рогами Амона на голові

Роги Амона (англ. horns of Ammon) — закручені баранячі роги, що використовувалися як символ єгипетського божества Амона. Через візуальну схожість їх також асоціюють з викопними мушлями стародавніх равликів і головоногих молюсків, останніх через цей історичний зв'язок називають амонітами.

## Класична іконографія

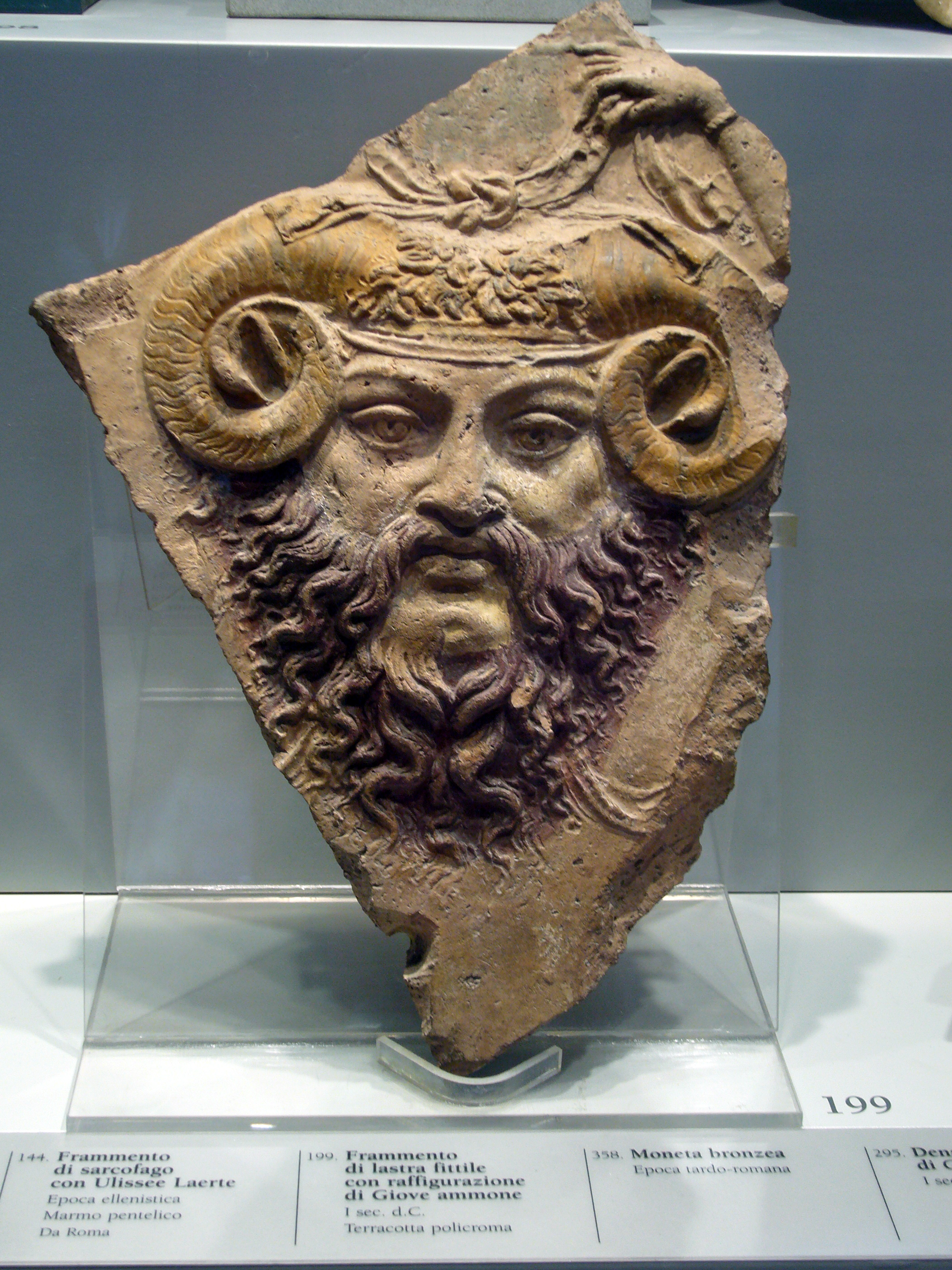
Юпітер Амон на фрагменті теракоти

Амон, згодом Амон-Ра, був божеством єгипетського пантеону, з культом, який досяг свого апогею за часів дванадцятої династії, поки не переріс в тимчасову монотеїстичну релігію. Єгипетські фараони 18 династії, такі як Аменхотеп і Тутанхамон запозичили свої імена від свого божества. Інші єгипетські боги також іноді описуються як іпостасі Амона.
Амона часто зображували з баранячими рогами, тому, відколи він став символом верховенства. Царів та імператорів почали зображати з рогами Амона по боках голови в профіль, так само як і божеств, не лише Єгипту, а й інших регіонів. Юпітера після завоювання Єгипту Римом іноді зображували як «Юпітера Амона» з рогами, так само як і грецького верховного бога Зевса. Обожнювання Александра Македонського як завойовника супроводжувалось тим, що оракул у Сіві оголосив його метафоричним «Сином Амона». Дехто вважає, що ця традиція продовжувалася протягом століть, і Александр Македонський нібито згадується в Корані як «Dhu al-Qarnayn» («Дворогий»), що є посиланням на його зображення на близькосхідних монетах і скульптурах як такого, що має роги, що узгоджується з думкою більшості дослідників ісламської екзегези про те, що Dhu al-Qarnayn був Александром Македонським.

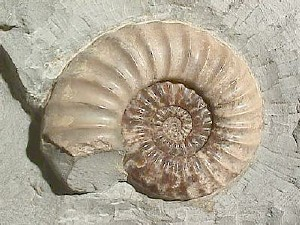
Викопний амоніт, що демонструє свою рогоподібну спіраль

Пліній Старший був одним з перших відомих авторів, які пов'язували спіралеподібні мушлі з Амоном, називаючи їх ammonis cornua (роги Амона) у своїй книзі «Природнича історія». Враховуючи відносну рідкісність скам'янілостей амонітів в Єгипті, вони могли походити від мушель викопних равликів, таких як natica hybrida, знайдених у Мокаттамі поблизу Каїра.
Пряме ототожнення амонових рогів з викопними черепашками головоногих молюсків стало поширеним у середньовіччі завдяки згадкам таких авторів, як Ґеорґіус Аґрікола та Конрад Геснер. Це призвело до широкого розповсюдження асоціацій, що увінчалося тим, що палеонтолог Карл Альфред фон Ціттель у 1848 році назвав цей клас тварин Амоноїдеї (Ammonoidea).